# Haematopota albihirta
Haematopota albihirta är en tvåvingeart som beskrevs av Karsch 1888. Haematopota albihirta ingår i släktet Haematopota och familjen bromsar. Inga underarter finns listade i Catalogue of Life.